# Lauren Neaves
Lauren Neaves, née le 20 novembre 1983 à Miami, est une joueuse américaine de basket-ball, évoluant au poste d'ailière forte.

## Biographie
Elle s'affirme avec Calais comme une valeur sûre de la Ligue féminine de basket.
En 2010-2011, elle doit quitter Aix après une rupture des ligaments du genou et est remplacée par Carrem Gay. Pour la saison suivante, à Tarbes, de nouveaux problèmes physiques ne lui permettent pas de finir la saison.
Après la naissance de sa fille Layla, elle crée une entreprise d'apprentissage de l'anglais. Tarbes fait appel à elle pour les 5 derniers matches de la saison 2013-2014 à la suite de la blessure de Katelan Redmon pour un apport de 5 points par rencontre.

## Club
- 2001-2002 :  Cooper City HS
- 2003-2006 :  Université Rice
- 2007-2010 :  COB Calais
- 2010-2011 :  Aix-en-Provence
- 2011-2011 :  Tarbes Gespe Bigorre
- 2013-2014 :  Tarbes Gespe Bigorre